# Сантандер
Сантандер (ісп. Santander) — портове місто і столиця автономної спільноти Кантабрія на півночі Іспанії. Населення міста на 2023 рік становило 172 726 жителів (дані Національного інституту статистики Іспанії) або третину населення Кантабрії. Крім того, це столиця столичного району Сантандер, агломерації з більш ніж 300 000 жителів, яка простягається навколо затоки Сантандер (Bahía de Santander). Це також столиця найпівнічнішого автономного співтовариства в Іспанії та одне з найважливіших міст на півночі країни. Муніципалітет обмежується на півночі Кантабрійським морем (Біскайська затока), на сході — однойменною затокою, яка також оточує його на півдні, з муніципалітетом Камарго, а на заході — з муніципалітетом Санта-Крус-де-Бесана. Його максимальна висота, розташована в Пеньякастільйо (Peñacastillo), становить 139 м над рівнем моря, п. м. і його мінімальний рівень знаходиться на рівні моря.

## Назва
За часів Римської імперії місто було відоме як Portus Victoriae Iuliobrigensium («Порт на честь перемоги Юлія над націями»). Сучасна ж назва міста походить від імені Святого Еметерія (SantEmter, Santenter, Santander). Статус міста отримано у 1755 році.

## Географія
Місто розташоване на відстані близько 340 км на північ від Мадрида.

## Муніципалітет
Муніципалітет Сантандер включає, відповідно до інформаційного бюлетеня INE, місто Сантандер та міста Куето, Монте, Пеньякастільйо і Сан-Роман, 23 населених пункти, які колись були містами, але станом на 2022 рік асимільовані міським центром. Зараз Куето, Монте і Пеньякастільйо є міськими кварталами, а Сан-Роман став житловим районом односімейних будинків.
Більшість населення проживає у міському центрі Сантандера, хоча це одна з територій, де природний приріст знижується найбільше через старіння населення та високу вартість житла, що спричиняє переміщення молодого населення до периферичних районів. Його околиці: Кабільдо де Арріба, Сентро, Куатро Камінос і Пуерточіко.
У Сантандері є кілька районів, які не організовані адміністративно або мають певні обмеження, але деякі з них мають певну індивідуальність, яка відрізняє їх від інших районів міста. Це Ель-Сардінеро, Кастілья-Ерміда, Ель-Алісаль, Касонья, Енторно-Куето-Лас-Ямас і Сан-Роман-де-ла-Янійя.
- Ель-Сардінеро (El Sardinero[es])

Це найбільш туристичний район Сантандера, і там живе заможне населення. Там є стадіон іспанського футбольного клубу Расінг. У районі є пляжі Сардінеро, Ля-Конча, Маталеньяс, Ель-Камейо та Ля-Магдалена. Тут також розташований Королівський палац Ля-Магдалена (Palacio de la Magdalena), а також кілька будинків часів Прекрасної епохи.
- Сантандер (міський центр)

Більшість населення проживає там, хоча це одна з територій, де природний приріст знижується найбільше через старіння населення та високу вартість житла, що спричиняє переміщення молодого населення до районів периферії. Його безпосередні райони: Кабільдо де Арріба, Сентро, Куатро Камінос і Пуерточіко.
- Кастілья-Ерміда (Castilla-Hermida[es])

Незважаючи на те, що це не центр міста, він знаходиться досить близько до нього та має розвинене сполучення. Колись рибальський і робітничий район, сьогодні він інтегрований у місто.
- Ель-Алісаль

Це досить новий район із найкращими послугами в місті (торговий центр, багатонаціональні компанії, ресторани як регіонального, так і міжнародного значення). Тут розташований Науково-технологічний парк, де є кампус Європейського Атлантичного університету (Universidad Europea del Atlántico). У районі багато молодого населення.
- Касонья

Назва Касонья можливо походить від імені Карасонья. Вивчення топоніміки околиць Пеньякастільйо показало, що є фонтан Корсено, який тече саме на горі Касонья. Район створений в 1973 році як перший спальний в Сантандері. Майже через 40 років мешканці його обмежуються тут відпочинком і сном, а обирають центр міста для свого громадського життя. Інфраструктура района містить кілька шкіл і дитячих садків, інститут, кілька торгових закладів, лікарню та медичний центр здоров'я, протестантський цвинтар і численні парки. Район вирізняється хорошими комунікаціями, відкритими просторами та спокоєм.
- Куето-Лас-Льямас

Цей район розташований навколо великого Атлантичного парку Лас-Льямас (Parque de Las Llamas) площею 11 гектарів, який вирішено збільшити до 35 га. Він розташований від проспекту Конститусьйон, включаючи зону розширення Вальденоха, до проспекту Лос-Кастрос. Околиці: Ла-Переда, Вальденоха, Фуморіл.
- Монте (Monte[es])

Цей район межує з Куето, і після буму нерухомості він був асимільований містом у районі, який межує з Ла-Вагуада-де-лас-Ямас. Його постачання є базовим, хоча покращилося із встановленням мереж швидкого харчування та супермаркетів. Околиці: Корбанера, Авіче, Боладо та Сан-Мігель.
- Пеньякастільйо (Peñacastillo[es])

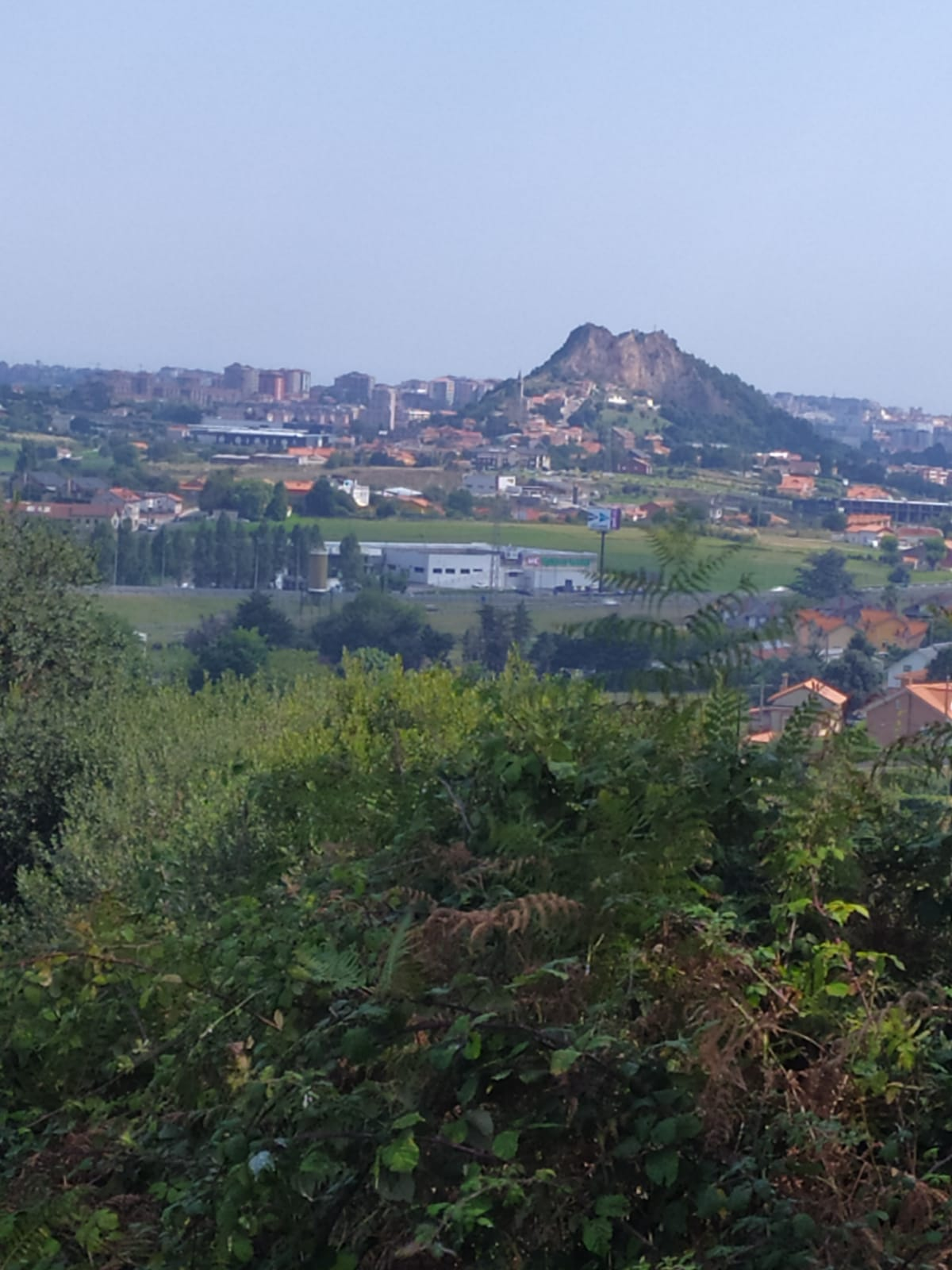
Пеньякастільйо з однойменною горою в центрі

Місто (нині район Сантандера) розташоване навколо однойменної гори, яка знаходиться всередині міста. З неї відкривається прекрасний вид на все місто. У центрі міста можна побачити старі будинки сільського типу, що створює значний контраст із новими великими будівлями в його околицях. Околиці: Нуево Парке, Прімера де Майо, Нуева Монтанья, Охаїс, Адарсо, Камарреаль, Юха, Ель-Емпальме, Ля-Лентеха, Кампогіро-Ля-Ремонта.
- Сан-Роман-де-ля-Лянілья (San Román de la Llanilla[es])

Це район шале та напівквартирних будинків, який розташований на межі між містом і сільською місцевістю. Околиці: Ляторре, Сомонте, Корбан, Ель Сомо, Ля Лянілья, Ель Масо, Канда Ландабуру, Лявапієс, Ля Глорія, Ля Сієрра, Ля Кандія, Корсеньо, Ля Куевона, Пінторес Монтан'єс, Ля Гаріта, Ля Канал, Ель Кампісо, Ля Сота, Ля Регата і Ля Кавадука (мікрорайони, які існували до 1986 року, коли було переплановано вулиці, усунені одні та змінені назви інших).

## Історія
Встановити походження перших людських поселень у сучасному Сантандері складно, враховуючи невелику кількість письмових та археологічних даних. Північна сторона затоки, однак, здається цілком підходящим місцем; захищений і безпечний від кантабрійських штормів і вітрів, на північному схилі мису Соморростро і на березі старого лиману Беседо. З іншого боку, води затоки, куди з півдня течуть широкі лимани, служать джерелом їжі для тих, хто там оселився, а хороша видимість з пагорба для виявлення можливих нападників робить це місце ідеальним для заснування міста, де воно зрештою розвивалося протягом середньовіччя.
З римських часів, коли з'являються перші відомості, стародавній Portus Victoriae Iuliobrigensium, про який говорять римські джерела, археологічні залишки були знайдені на півострові Магдалини (залишки будівлі з мозаїчною підлогою, бронзовий Гермес і різноманітні грошові та керамічні матеріали); на мисі Сан-Мартін (вілла I-го століття ери із залишками ванн і різними срібними монетами, а також амфорою того ж періоду) і особливо в районі пагорба Соморростро, де проводилися систематичні розкопки та були знайдені залишки церков раннього середньовіччя та споруд римських часів під нинішнім собором — гіпокауст, який належав до приміщень для термальних цілей, підпірних стін та інших будівель, сестерцієм часів імператора Траяна, іншими монетами Костянтина Великого тощо, що свідчить про те, що римляни здійснювали гірничодобувну та комерційну діяльність із портом як базою. Відомо також, що вторгнення нордичних мореплавців були частими, і, згідно з тим, що зрозуміло з «Хроніки єпископа Гідаціо» (V ст.), між 455 і 459 роками населення, ймовірно, постраждало від пограбувань герулів.
Хоча це вперше згадується в 1068 році в документі, складеному королем Санчо II, у IX столітті Альфонсо II, заснував абатство Святих Тіл (Abadía de los Cuerpos Santos) у раніше існуючому скиті на пагорбі Соморростро, на релікварії Сан-Еметеріо і Сан-Челедоніо та місці похованні інших невідомих мучеників, через що вона й отримала назву Церква Святих Тіл. Згідно з легендою, голови Сан-Еметеріо та Сан-Челедоніо, мучеників, обезголовлених у Калагоррі за те, що вони не зреклися своєї католицької віри у III столітті, були перевезені в кам'яному човні, щоб захистити їх від мусульман, що наступали. Вони були поміщені в печері під первісною церквою Серро-де-Сан-Педро (Соморостро). Існуючий тут монастир взяв Сан-Еметеріо і Сан-Челедоніо за покровителів, а їхні останки були розміщені на гербі церкви, а згодом і міста.
Філологи вважають, що сучасна назва Сантандера походить від назви лат. Portus Sanctorum Emeterii et Celedonii, San Emeterio еволюцією: Sancti Emetherii > Sancti Emderii > Sanct Endere > San Andero > Santendere > Santanderio > Сантандер. Це загальновизнана послідовність, хоча запропоновані фонетичні стрибки не дуже зрозумілі та викликають більше сумнівів. На багатьох картах і документах, починаючи з XIII століття, Сантандер згадується як Сан-Андрес, Сан-Андре, Сант-Андер і Сант-Андеро. Король Альфонсо X назвав місто Сант-Андер у 1255 році, коли він надав право призначати мерів і присяжних своєму братові дону Санчо, а в 1522 році — моряк Хуан де Сантандер, уродженець Куето, який сів на корабель «Вікторія» під командуванням Хуана Себастьяна Елькано 1314 року, був відомий як Хуан де Сан-Андрес. Це спонукає повірити в другу теорію, згідно з якою назва міста походить від імені Святого Андреса, але відсутність цього святого в подальшому розвитку міста кидає сумнівів у його автентичності, хоча відомо, що не всі міста з іменем святого поклонялися саме цьому святому у своїх соборах.
11 липня 1187 року король Кастилії Альфонсо VIII призначив абата Сан-Еметеріо власником і володарем міста та надав місту хартію (подібну до хартії Саагуна), яка сприяла морським перевезенням, рибальству та торгівлі, за рахунок чого абатство отримувало свої податки, а також виготовляло соління і вина на підпорядкованих фермах.
Протягом XII—XIII-го століть населення проживало всередині огородженої стіни, яку мало кожне місто, де розташовано було два різних міста. Найстаріше Пуебла-В'єха, на пагорбі Соморростро, який домінував над містом, виходило на затоку, включало замок, абатство Святих Тіл, монастир і кладовище. З іншого боку були верфі та порт. Місто мало три ряди будинків, розділених вулицею Карніцеріас і вулицею Майора, де були помешкання видатних мешканців міста, таких як абат, каноніки та старші родини того часу. Друге місто Пуебла-Нуева містило монастир Санта-Клара та монастир Сан-Франциско, уже за воротами, які дали назву одній з головних вулиць. Обидва міста були з'єднані мостом через гирло Беседо, який розділяв їх і доходив до верфей, які наказав побудувати король, щоб використовувати деревину з кантабрійських лісів для будівництва кораблів. Місто зобов'язане було надавати монархії один корабель на рік.
У 1217 році розпочалося будівництво головної церкви міста, після численних перетворень воно тривало й донині. У 1318 році почалося формування клуатра.
У 1248 році Сантандер брав участь разом з іншими кантабрійськими містами в битві за завоювання Севільї, отримавши в нагороду герб із зображеннями Торре-дель-Оро і річки Гвадалквівір.
4 травня 1296 року кантабрійські прибережні міста сформували Братство міст Військово-морського флоту Кастилії з Віторією або Братством боліт, яке об'єднало Сантандер, Кастро-Урдіалес, Ларедо, Віторію, Гетарію, Сан-Себастьян, Бермео та Фунтеррабію. Його метою було зміцнити комерційні позиції по відношенню до конкуренції на іншому березі Біскайської затоки, особливо в торгівлі вовною та борошном із містами Фландрії та Англії.
У 1296 і 1311 роках місто Сант-Еметеріо було спустошено двома пожежами, від яких абатство було врятовано. Через таку катастрофу король Кастилії Фернандо IV звільнив місто від «десятини всієї їжі, що надходила з-за меж мого королівства».
У XIV столітті Кастильська книга Меріндадес (Becerro de las Behetrías de Castilla) підтвердила цю умову для міста, тобто вона визначила його як залежне лише від монархії, не пов'язане з жодним іншим феодалом. Однак через століття, 25 січня 1466 року, король Енріке IV поступився містом маркізу де Сантільяні, що спровокувало повстання жителів, які домоглися скасування королівського наказу 8 травня 1467 року.
У 1497 році Фландрська армада зупинилася в місті, щоб висадити Маргариту Австрійську, яка пливла, щоб вийти заміж за принца Дон Хуана, спадкоємця католицьких монархів, у Рейнозі. Флот також приніс чуму, і близько 6000 людей померли із загального населення міста у 8000. Руїнізація та депопуляція почнуть зменшуватися лише через три століття потому.
Між 1596 і 1597 роками ще одна епідемія чуми призвела до того, що населення Сантандера скоротилось приблизно до 800 осіб із загальної кількості 2500. Також у середині XVII століття в місті була ще смертельна епідемія тієї ж хвороби.
На початку XVIII століття Сантандер почав оговтуватися від попередньої кризи, яка залишила його без населення, інфраструктури та комерційних зв'язків. В адміністративному аспекті вже в 1653 році воно разом з іншими містами досягло того, що виняткова умова голови партії була відкликана до Ларедо. У 1748 році провідне становище було закріплено королівським наказом про будівництво так званої вовняної дороги, яка з'єднала Бургос і Сантандер, що зробили порт його центром північної торгівлі.
У 1754 році статус міста підтримала католицька церква, яка проголосила його столицею єпархії та надала настоятелю категорію єпископа, завдяки чому Колегіальний костел Святих Тіл став кафедральним собором.
У 1755 році Фернандо VI надав Сантандеру статус міста, а в 1783 році було створено так зване «Морське і сухопутне консульство дуже благородного і дуже лояльного міста Сантандер», організація, відповідальна за регулювання морських перевезень з іншими містами відповідно до моделі лібералізованої торгівлі. На початку XIX століття Сантандер очолював торгівельні обміни на півночі півострова з головними американськими портами.
Цей економічний розвиток приніс із собою формування класу купецької буржуазії, який послідовно досяг адміністративного регулювання території, спочатку як «Морська провінція» у 1816 році, а пізніше як провінція Сантандер у 1833 році. Еволюція тривала протягом століття. Було створено допоміжні виробництва для судноплавства (такелаж), борошномельного, цукрового, пивоварного виробництв тощо. Також були створені верфі Сан-Мартіна, і місто було структуроване згідно з раціональною моделлю з розширенням земель, відвойованих у моря. Доповненням до всієї цієї діяльності стало урочисте відкриття в 1851 році Аларської залізниці, яка ще більше розширила сполучення з Кастилією.
До 1900 року розвиток Сантандера був пов'язаний із зростаючою торгівлею з іспанськими колоніями, причому порт був відправним пунктом для значної частини продукції Кастилії. Цей економічний бум породив торговельну буржуазію, яка з середини XVIII-го століття до кінця XIX-го століття сприяла розвитку міста з розширенням Сантандера на схід.

### Серйозні катастрофи в історії міста

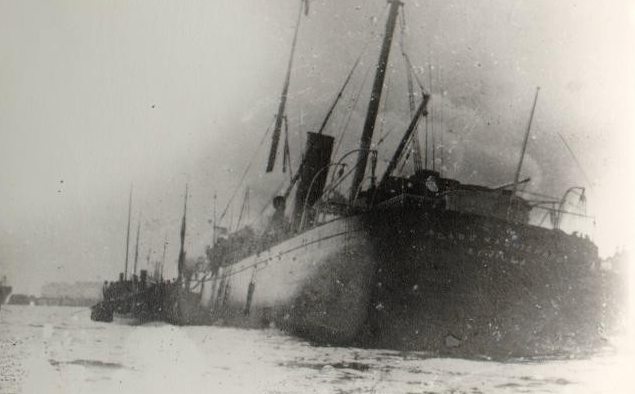
Фото пожежі на кораблі «Кабо Мачічако» перед вибухом

#### Вибух корабля «Кабо Мачічако»
3 листопада 1893 року біскайський корабель «Кабо Мачічако» причалив до доку Сантандера, завантажений 51 тонною динаміту в трюмі та сірчаною кислотою на палубі. Положення про небезпечні вантажі систематично порушувалися органами влади та фрахтувальниками. Опівдні на кораблі спалахнула пожежа, яка привабила подивитися екіпажі інших кораблів (зокрема, пароплава «Альфонсо XIII»), команди пожежників, представників влади, включаючи цивільного губернатора і просто глядачів. Незабаром після цього вантаж вибухнув. Його наслідком стало 590 загиблих і 525 поранених, хоча є припущення, що їх було більше 2 тисяч. Більшість представників влади загинули, як цивільні, так і військові, включаючи цивільного губернатора Сомосу (його тростину знайшли на пляжі Сан-Мартін, за тисячі метрів від місця вибуху). Слід зазначити, що на той час у місті було 50 тисяч жителів. Вибух зруйнував перші ряди будинків навколо доку, якір корабля впав біля Куето, за кілька кілометрів від місця вибуху. Це стало найбільшою цивільною трагедією, яка сталася в Іспанії в XIX столітті.

#### Пожежа в 1941 році

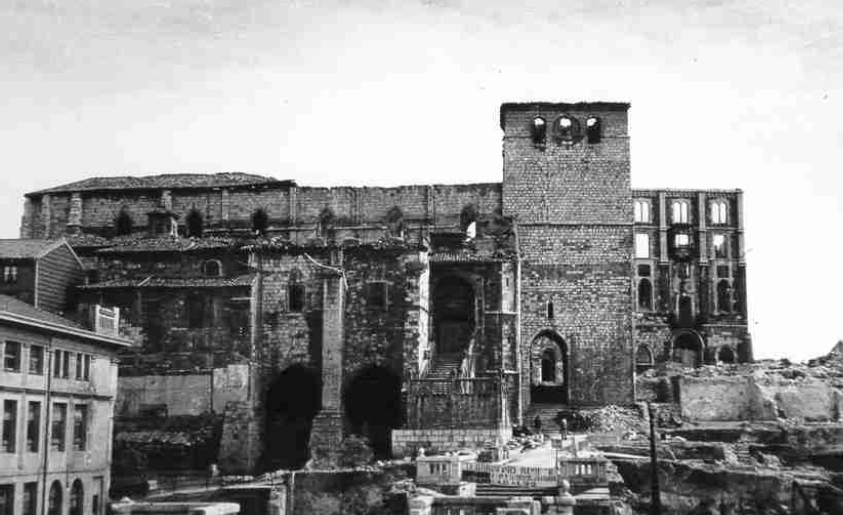
Кафедральний собор Сантандера після пожежі 1941 року

У 1941 році сталася пожежа, яка почалася рано вранці 15 лютого на вулиці Кадіс, поблизу доків, поширення якої спричинив сильний південний вітер. Пожежа протягом двох днів знищувала всю історичну частину міста, чиї вузькі вулички та будинки з дерев'яними конструкціями та фасадами з еркерами сприяли поширенню полум'я. Тисячі сімей втратили домівки, а місто занурилося в хаос. Пожежа тривала 2 дні, хоча деякі місця горіли 15 днів. Вогонь знищив більшу частину середньовічного міста (37 вулиць, які займали 14 гектарів, у районі з найвищою щільністю населення), і його відбудові передував процес міського оновлення, який змінив важливу частину конфігурації міста. Потреба в розміщенні значної кількості сімей, які залишилися без даху над головою після пожежі, спричинила розростання міста і нову конфігурацію Сантандера.

## Демографія
Динаміка населення (INE ):

## Релігія
- Центр Сантандерської діоцезії Католицької церкви.

## Культура
Сантандер має великі традиції та культурну діяльність, з важливими подіями, які відіграють фундаментальну роль у культурному та соціальному житті міста. Він має великий міжнародний літній університет, UIMP, і організовує великі музичні та танцювальні фестивалі, такі як Міжнародний фестиваль Сантандер (FIS) і Міжнародний фестиваль органної музики (FiMÓC). Щороку в місті також проводиться Сантандерська музична та академічна зустріч, а кожні три роки — Міжнародний конкурс піаністів імені Паломи О'Ші.

### Музеї та зали Сантандера
- Кантабрійський музей спорту (Museo del deporte de Cantabria).
- Кантабрійський морський музей (Museo Marítimo del Cantábrico[es]).
- Міський музей образотворчого мистецтва (Museo Municipal de Bellas Artes[es]).
- Регіональний музей преісторії та археології Кантабрії (Museo Regional de Prehistoria y Arqueología de Cantabria[es]).
- Музей кориди в Сантандері (ісп. Museo Taurino de Santander).
- Фонд Марселіно Ботіна (Fundación Marcelino Botin[es]).
- Фестивальний палац Кантабрії (Palacio de Festivales de Cantabria[es]).
- Сантандерський палац виставок і конгресів (Palacio de Exposiciones y Congresos de Santander[es]).
- Культурний центр Модесто Тапіа (Centro Cultural Modesto Tapia[es]).
- Регіональний кіноархів Кантабрії (ісп. Filmoteca Regional de Cantabria).
- Театральна сцена Сантандера (ісп. Escenario Santander).
- Простір Рікардо Лоренцо (ісп. Espacio Ricardo Lorenzo).
- Будинок-музей Менендеса Пелайо (ісп. Casa Museo Menéndez Pelayo).
- Музей води (ісп. Museo del Agua).
- Ботінський центр мистецтва та культури (Centro Botín de las Artes y la Cultura[es]).
- Мистецький центр маяка Кабо Майор (Centro de Arte Faro de Cabo Mayor[es]).
- Прибережний центр (ісп. Centro de interpretación del Litoral)
- Центр Сантандерських стін (ісп. Centro de interpretación de las Murallas de Santander)
- Інтерпретаційний центр старих доків Сантандера (ісп. Centro de interpretación de los Antiguos Muelles de Santander (CIAMS)
- Інтерпретаційний центр історії міста (ісп. Centro de interpretación de la Historia de la ciudad)
- Музей добровільної пожежної охорони (ісп. Museo de los Bomberos Voluntarios)
- Музей перегонів Сантандера (ісп. Museo del Racing de Santander)

### Свята
- 5 січня: Процесія Трьох Королів проходить через невелику частину міста, від Фестивального палацу до площі Ратуші.

## Пляжі муніципалітету
- Діви Моря (Playa de la Virgen del Mar[es]),
- Ля Марука (La Maruca[es])
- Де-Ель-Бокал (Playa de El Bocal[es])
- Маталеньяс (Playa de Mataleñas[es])
- Де-Лос-Молінукос (Playa de los Molinucos[es])
- Ель Сардінеро (El Sardinero[es])
- Де ла Конча (Playa de La Concha[es])
- Де Ель Камельйо (Playa de El Camello[es])
- Де-Лос-Бікініс (Playa de los Bikinis[es])
- Де Ла Магдалена (Playa de la Magdalena[es])
- Де-Лос-Пелігрос (Playa de los Peligros[es])

## Міська дика природа
Згідно з дослідженнями, проведеними на замовлення міської ради, було виявлено 159 видів наземних хребетних: 7 видів земноводних, 10 видів плазунів, 115 видів птахів (60 з яких гніздяться в муніципалітеті) і 27 видів комахоїдних і м'ясоїдних ссавців. Найбільша кількість і різноманітність виявляється в неурбанізованих районах на півночі та заході муніципалітету, а також у прибережній смузі Кантабрії.

## Уродженці
- Херман Гомес (*1914 — †2004) — іспанський футболіст, півзахисник, згодом — футбольний тренер.

- Альфонсо Апарісіо (*1919 — †1999) — іспанський футболіст, захисник, згодом — футбольний тренер.

- Рамон Кабреро (*1947 — †2017) — аргентинський футболіст, півзахисник, згодом — футбольний тренер.

- Еду Бедія (*1989) — іспанський футболіст, півзахисник.
- Крістіан Фернандес Салас (*1985) — іспанський футболіст, захисник.
- Франсіско Ліаньйо (*1964) — іспанський футболіст, воротар.
- Марта Асас (* 1977) — акторка.
- Альберто де ла Мадре де Діос (1575—1635) — іспанський архітектор раннього бароко.
- Матілде Камю (1919—2012) — іспанська поетеса.
- Хосе Мадрасо (1781—1859) — художник.
- Маркітос (1933 — 2012) — відомий у минулому іспанський футболіст, захисник.

## Міста-побратими
- Ов'єдо
- Сан-Луїс-Потосі, Мексика
- Товар (Tovar[es]), Венесуела
- Сісакет (Sisaket[en]), Таїланд

## Галерея зображень

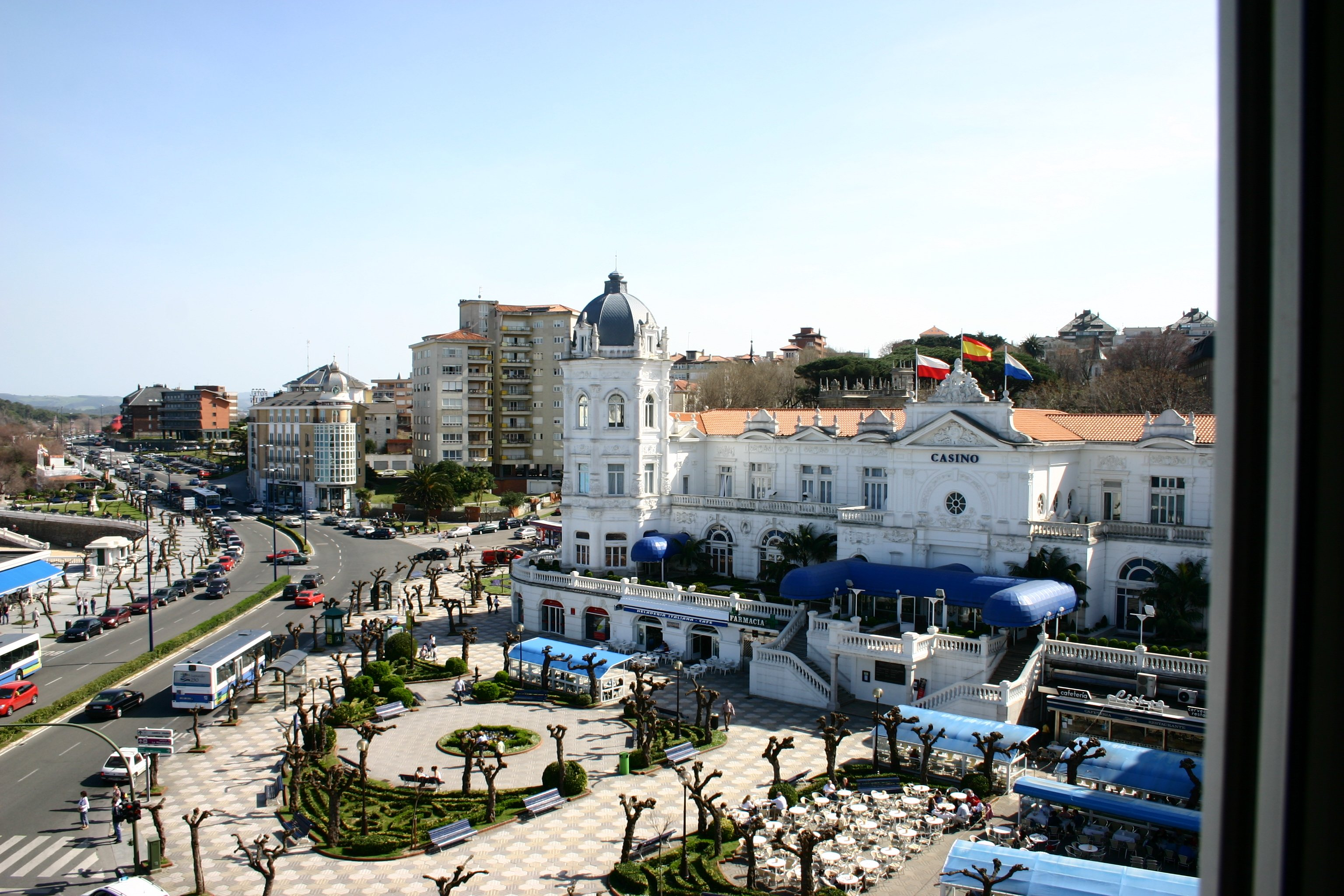
Площа Італії
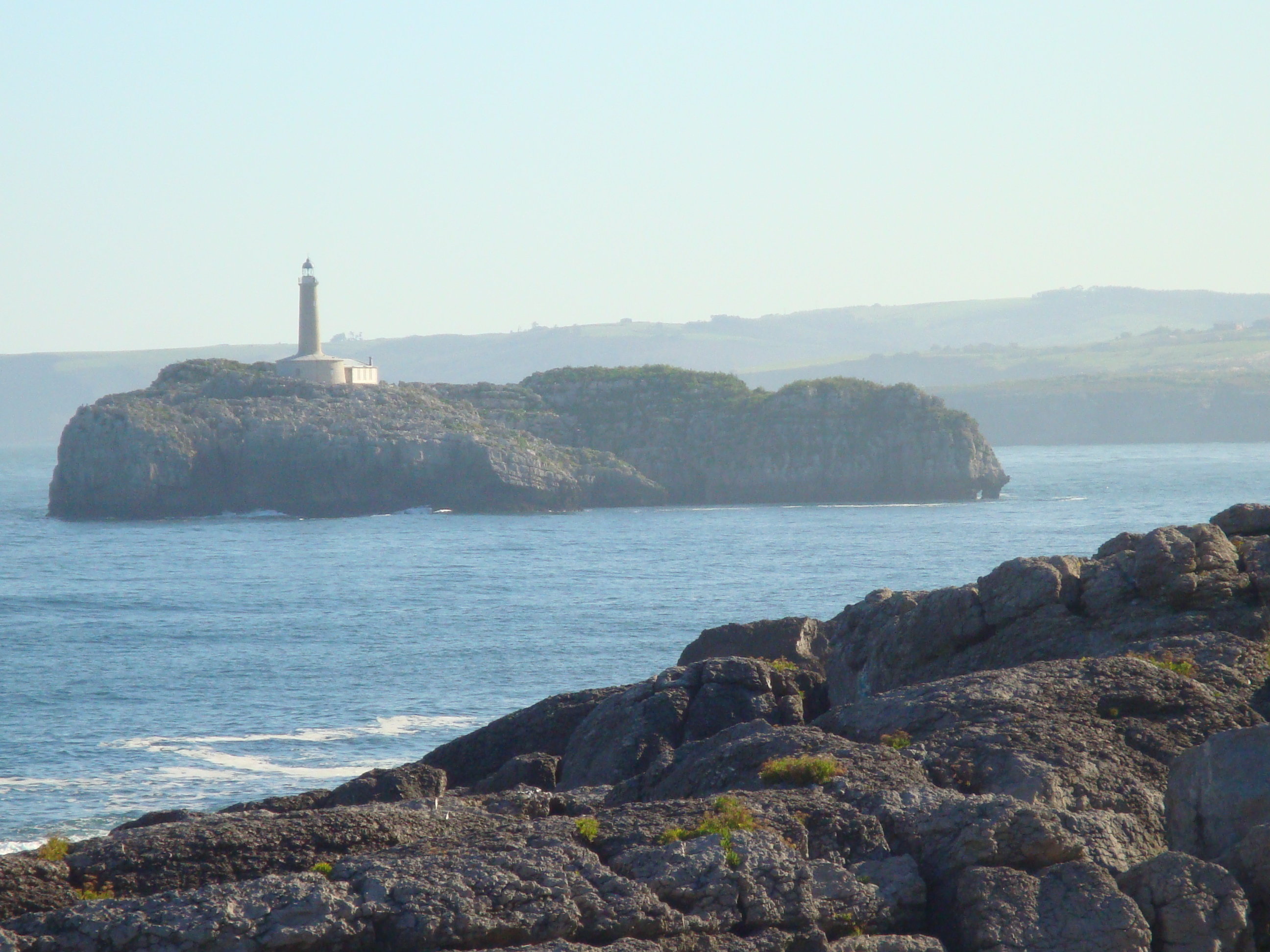
Маяк на острові Моуро
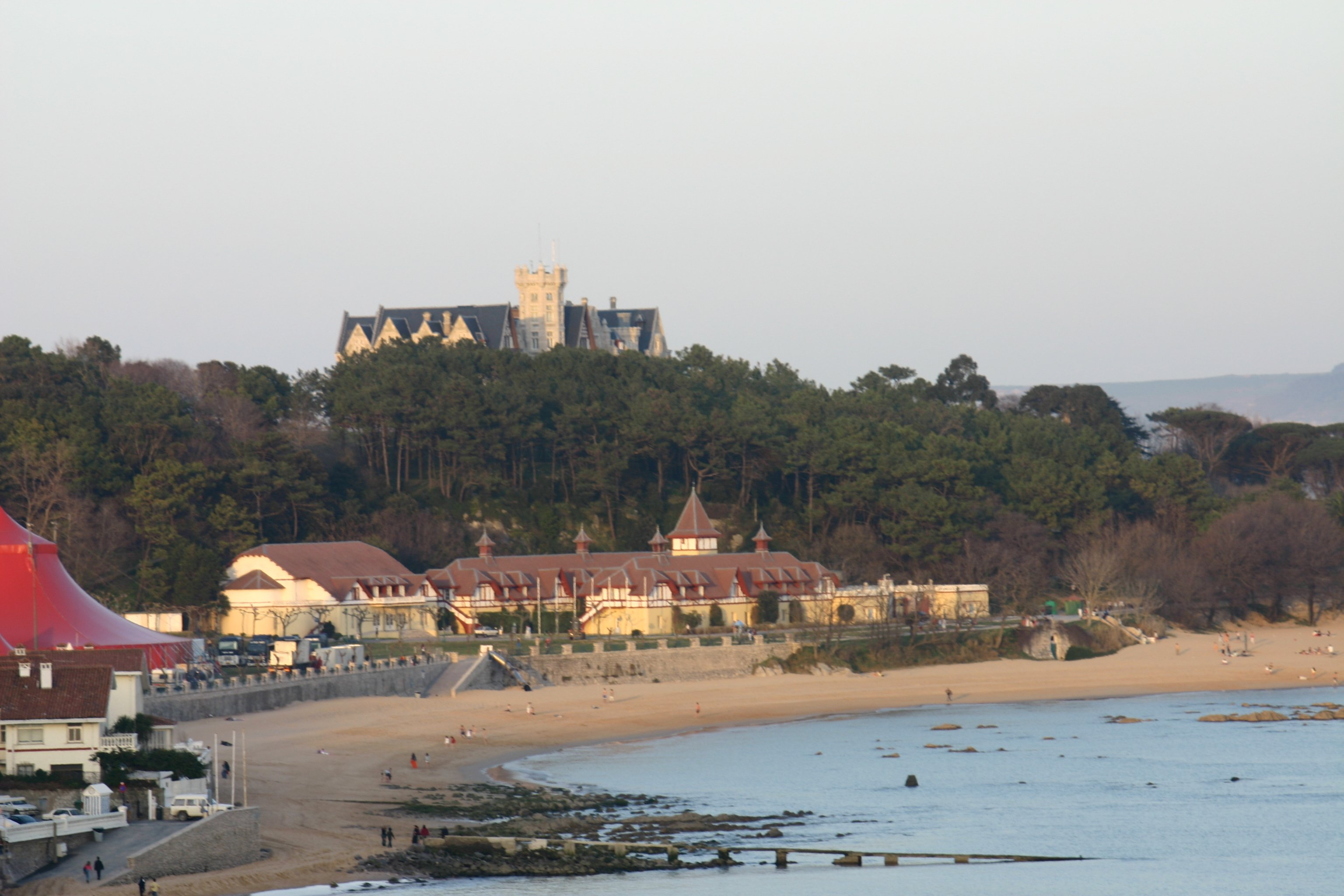
Півострів Магдалена і Королівський палац
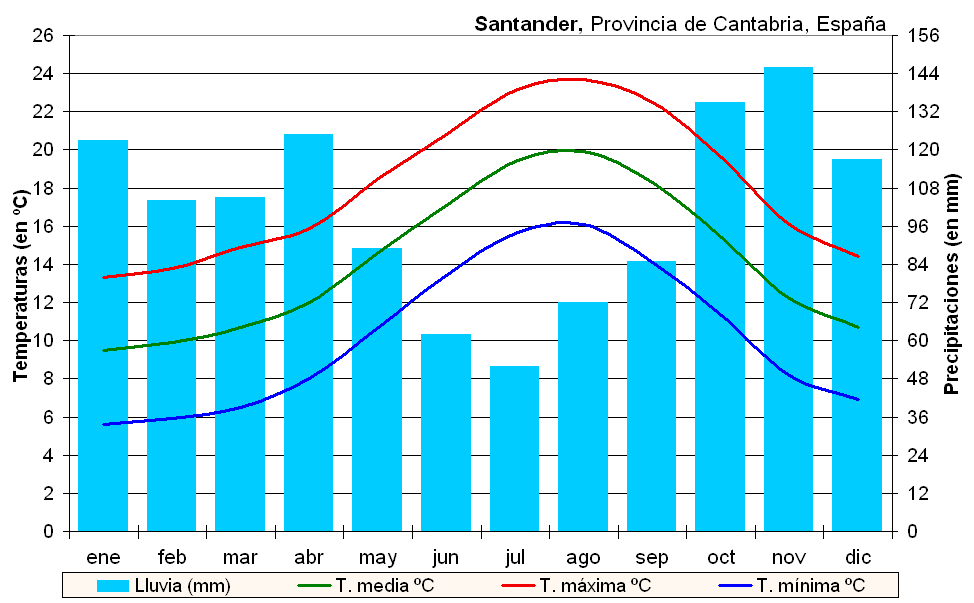
Клімат міста Сантандер
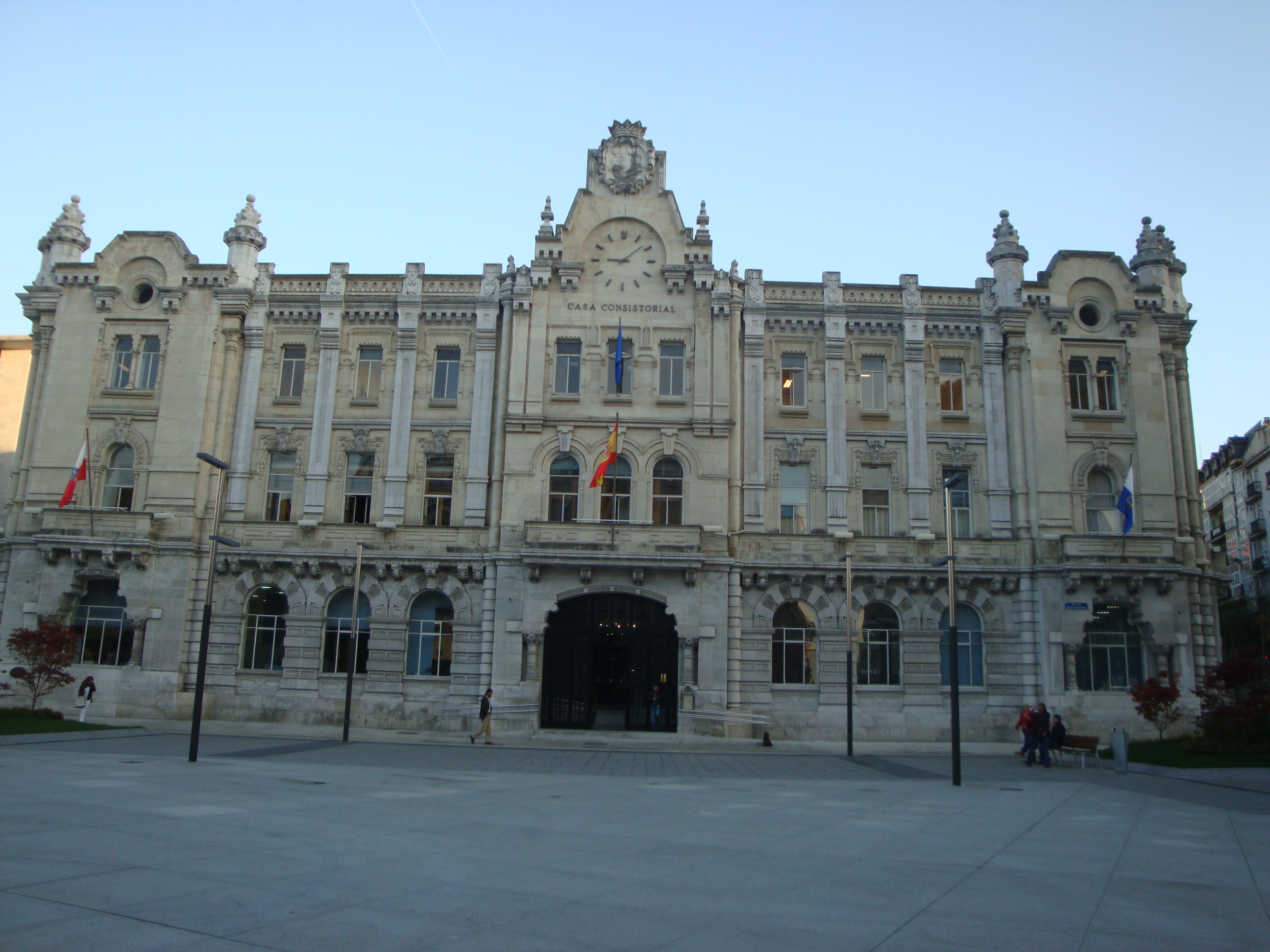
Муніципальна рада Сантандера
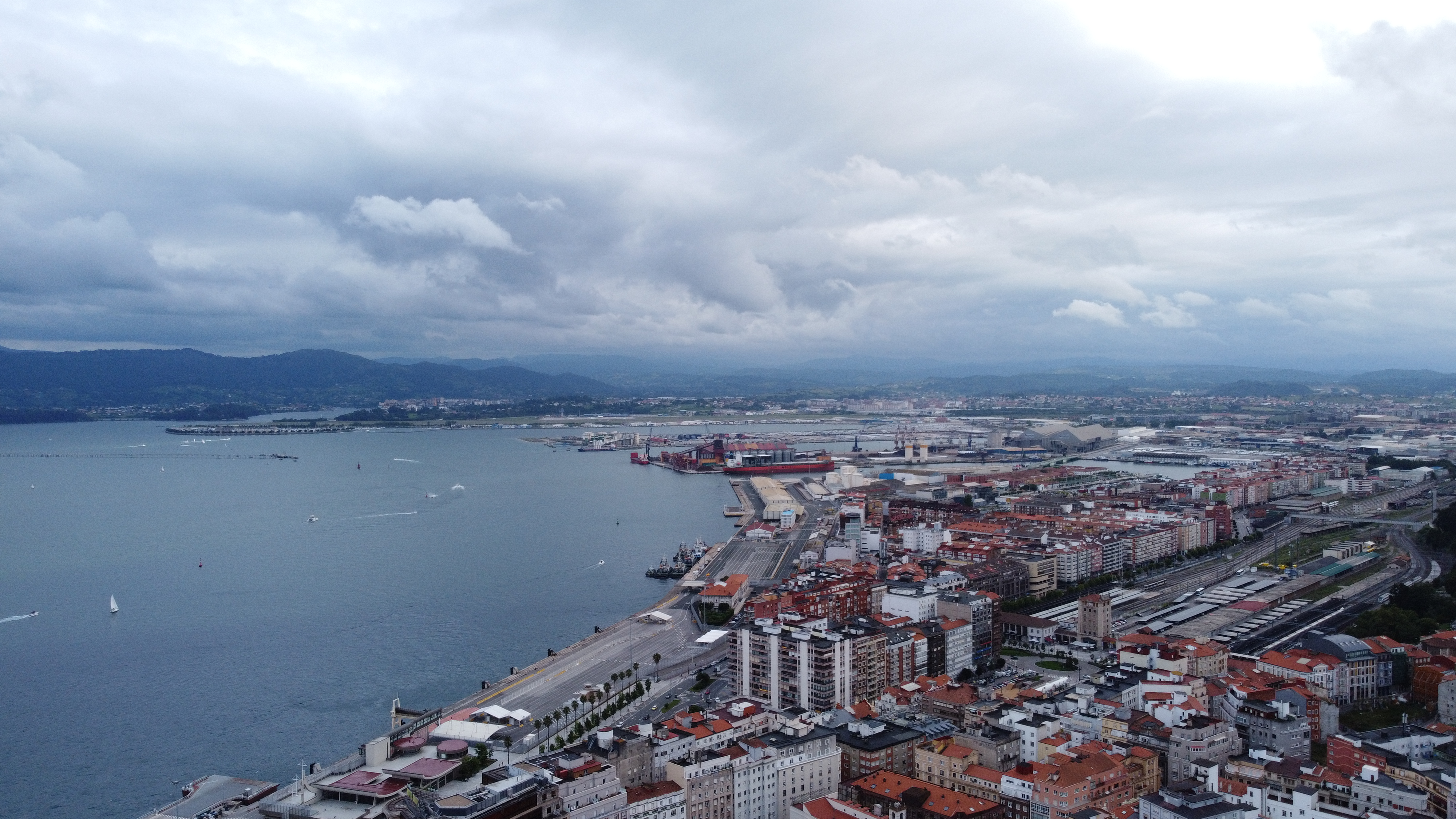
Порт міста Сантандер
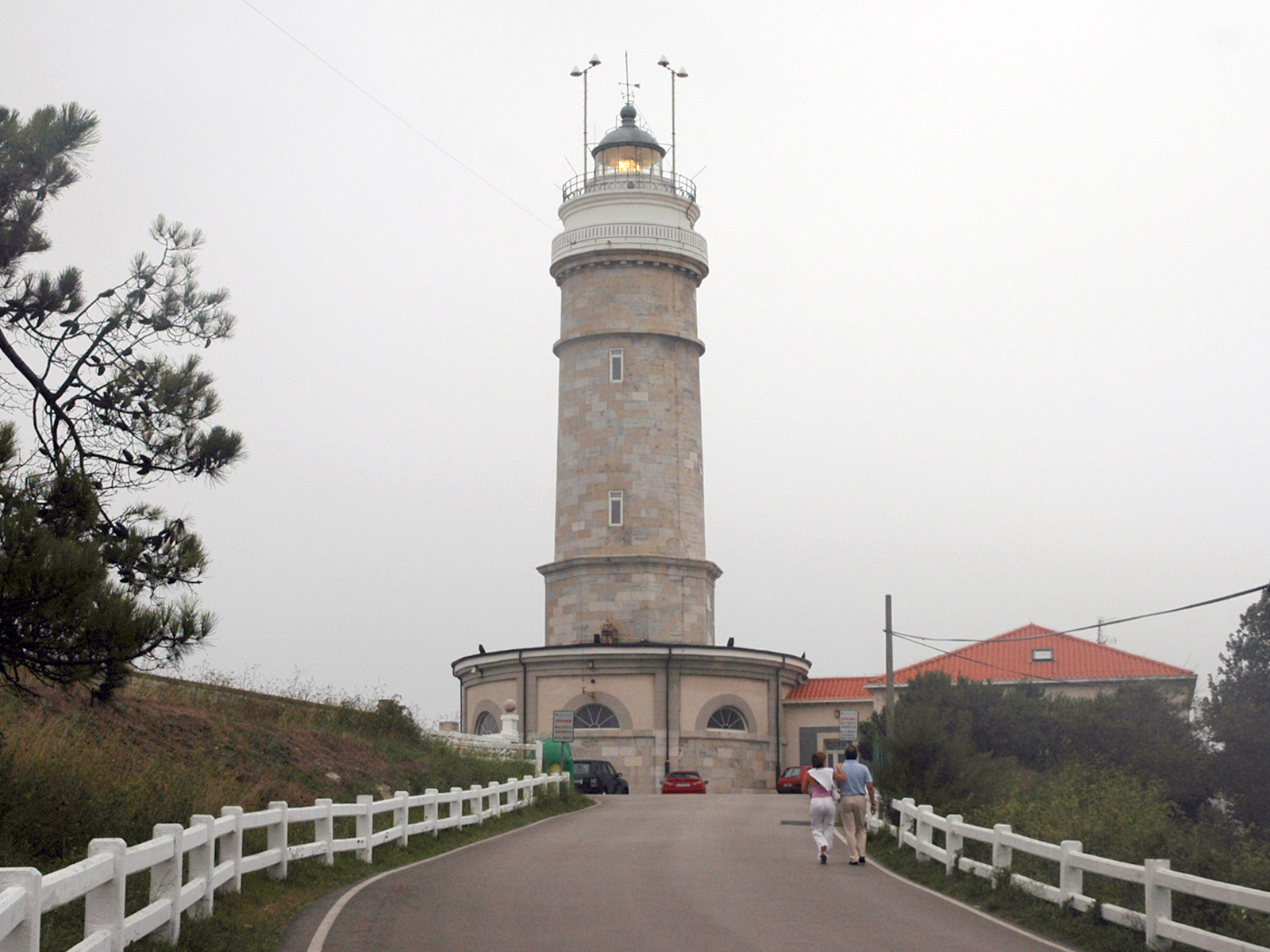
Маяк на мисі Майор
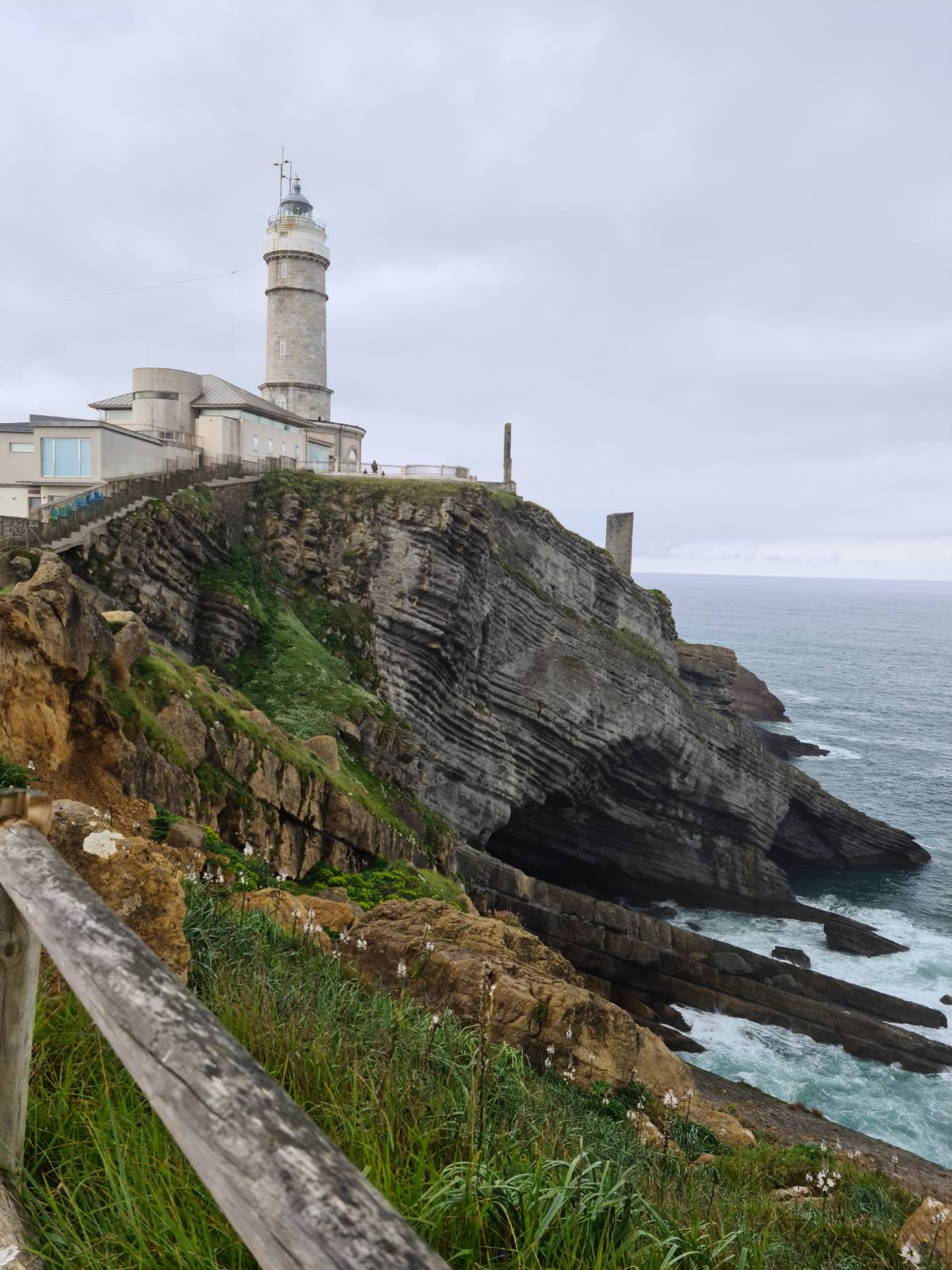
Вид маяка Де Кабо Майор зі сторони пішохідного маршруту від бункера Батарея Костера Кабо Майор
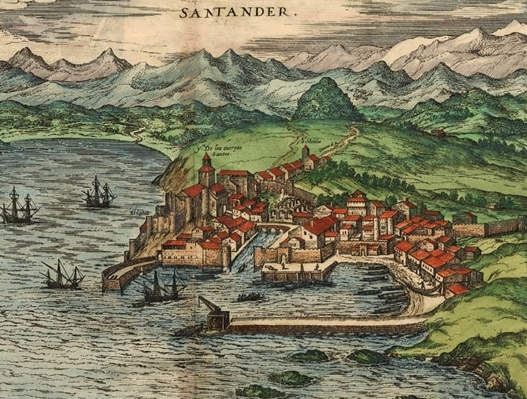
Сантандер, яким його побачив Йоріс Хефнагель наприкінці XVI століття. Ця гравюра є найдавнішим із існуючих зображень міста
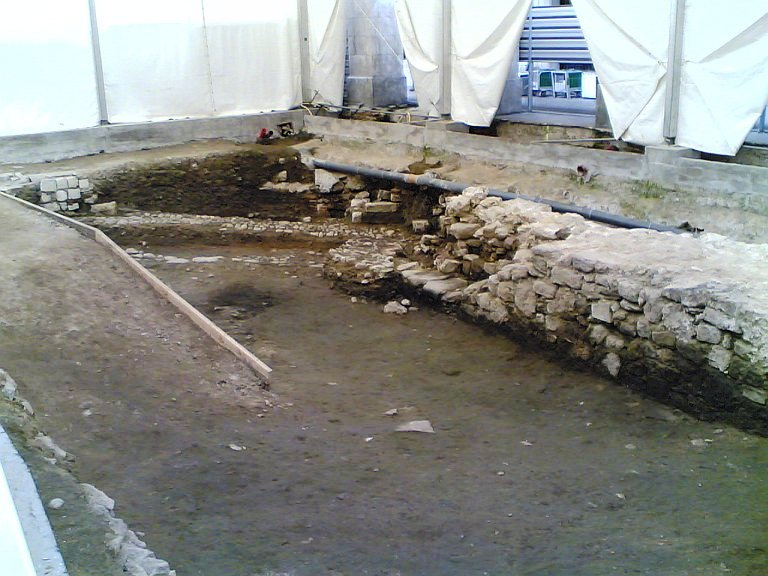
Залишки старої стіни XIII-го століття, які знайдені в 2007 році на площі Портікада
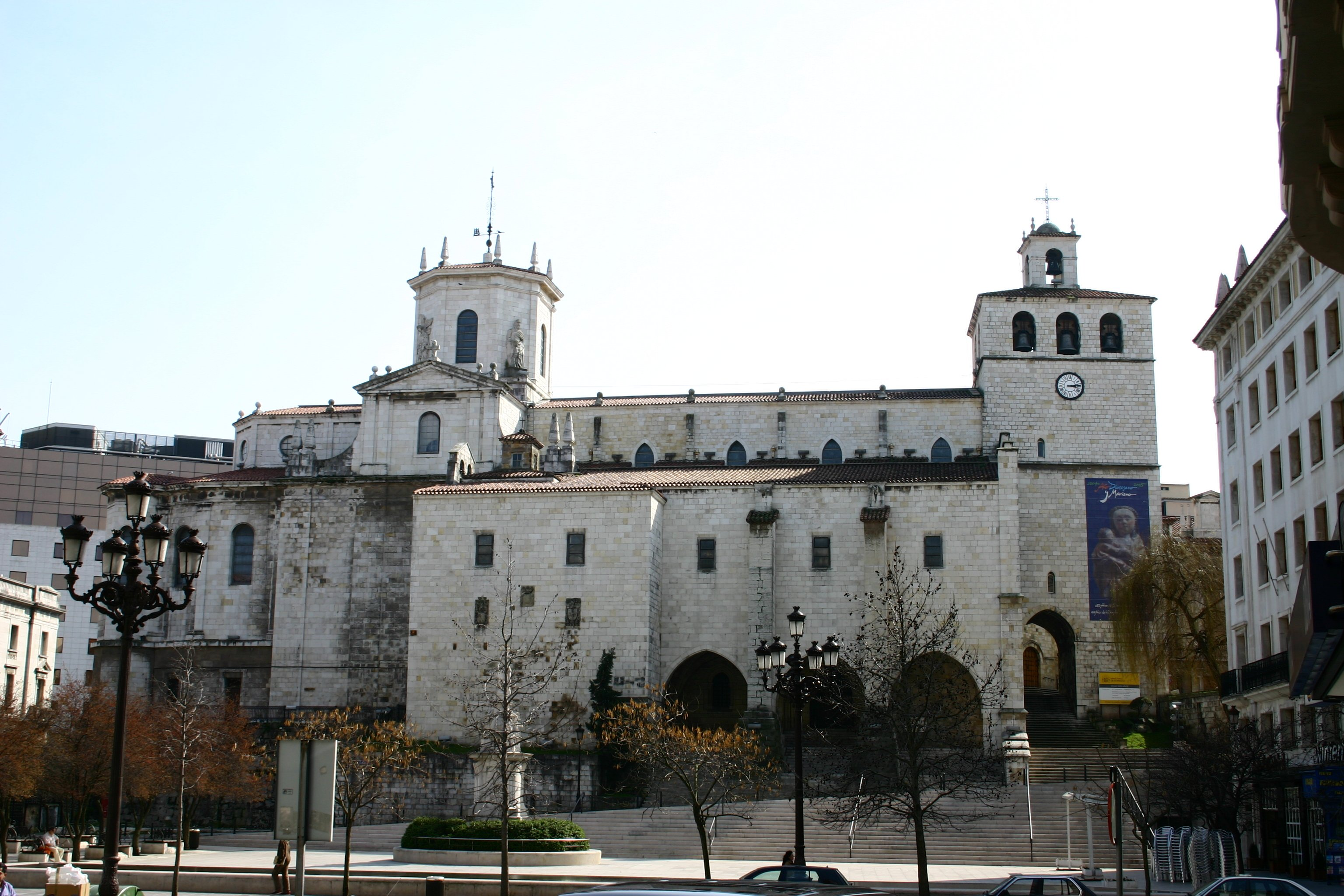
Кафедральний собор Сантандера, центр колишнього рибальського села
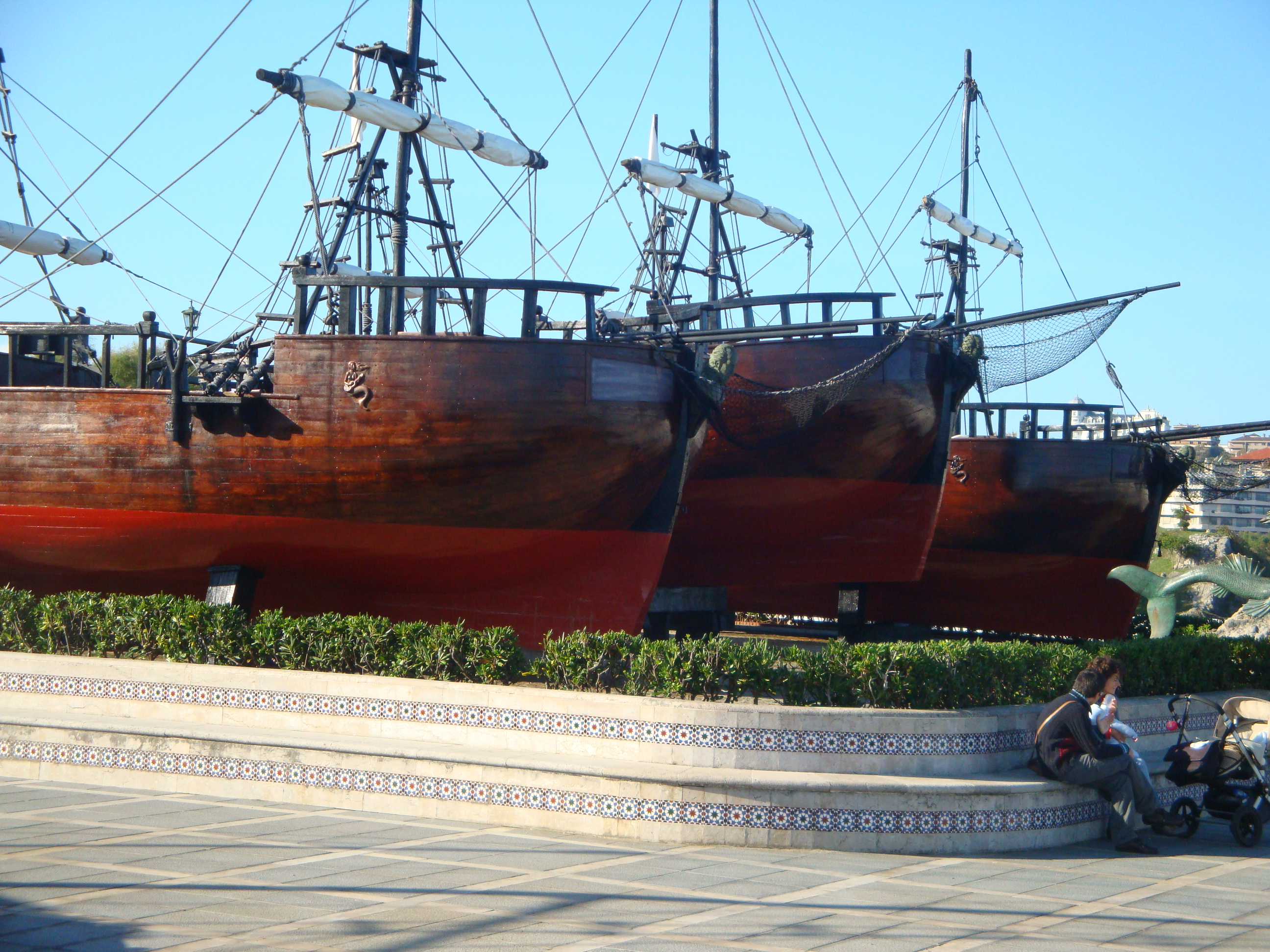
Галеони на півострові Магдалена
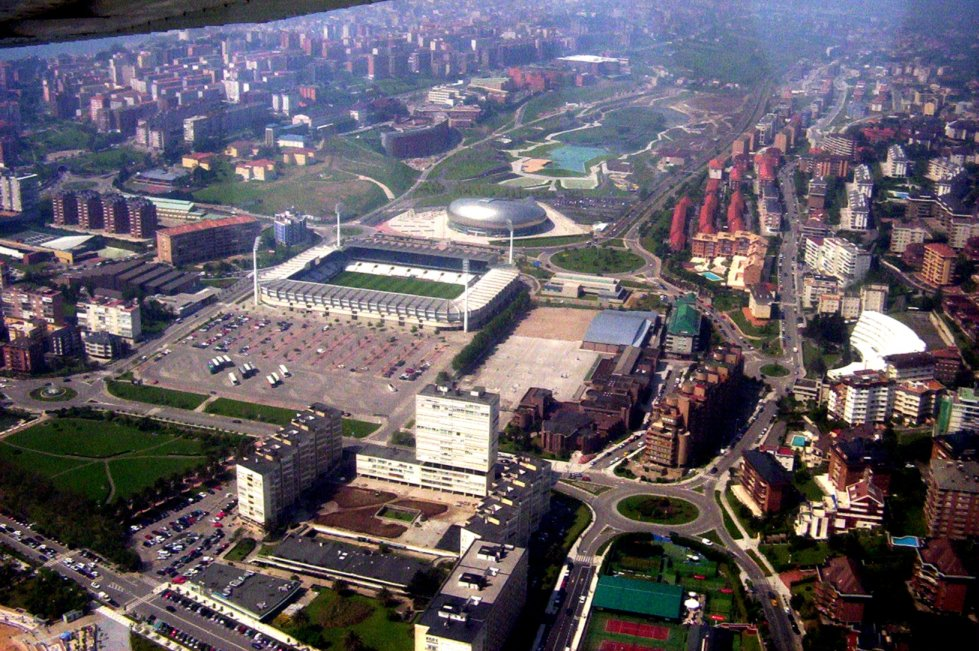
Спортивний комплекс Ель Сардінеро, на задньому плані Атлантичний парк Лас Ямас і Університет Кантабрії
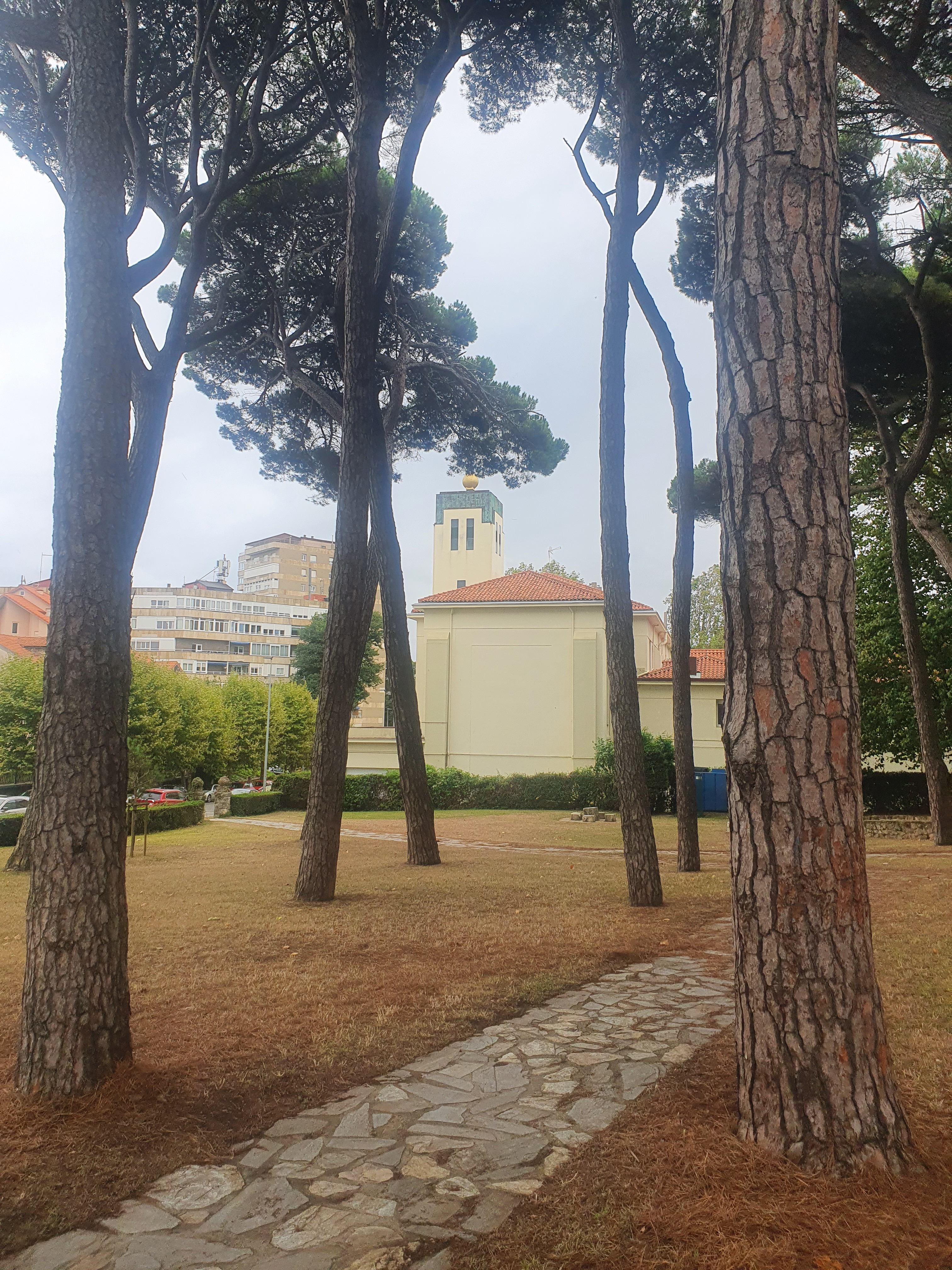
Сосни у сосновому гаю в Лос Пінарес в центрі Сантандера
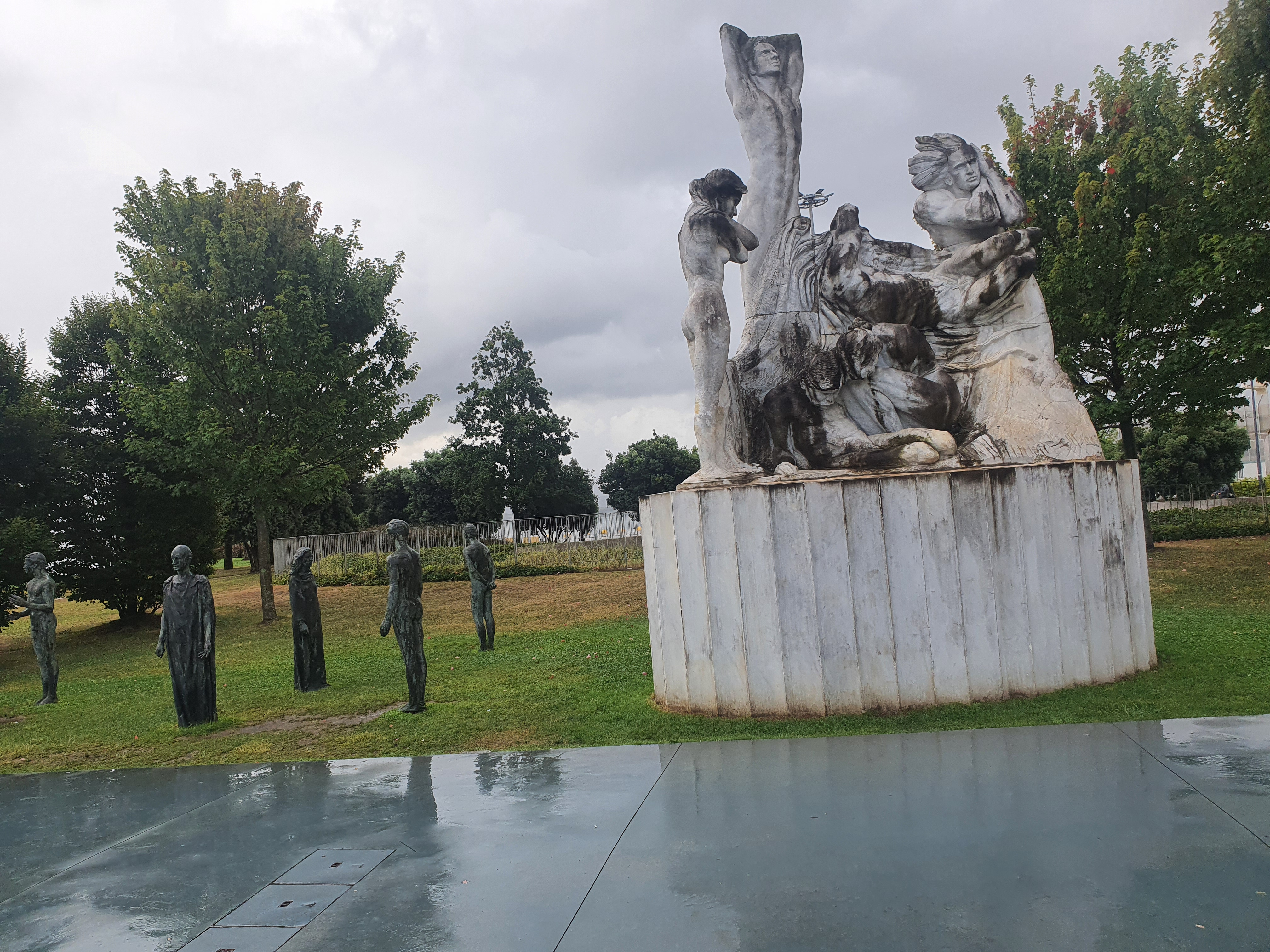
Пам'ятник, присвяченій пожежі 1941 року, який поставлений у 1958 році на набережній міста
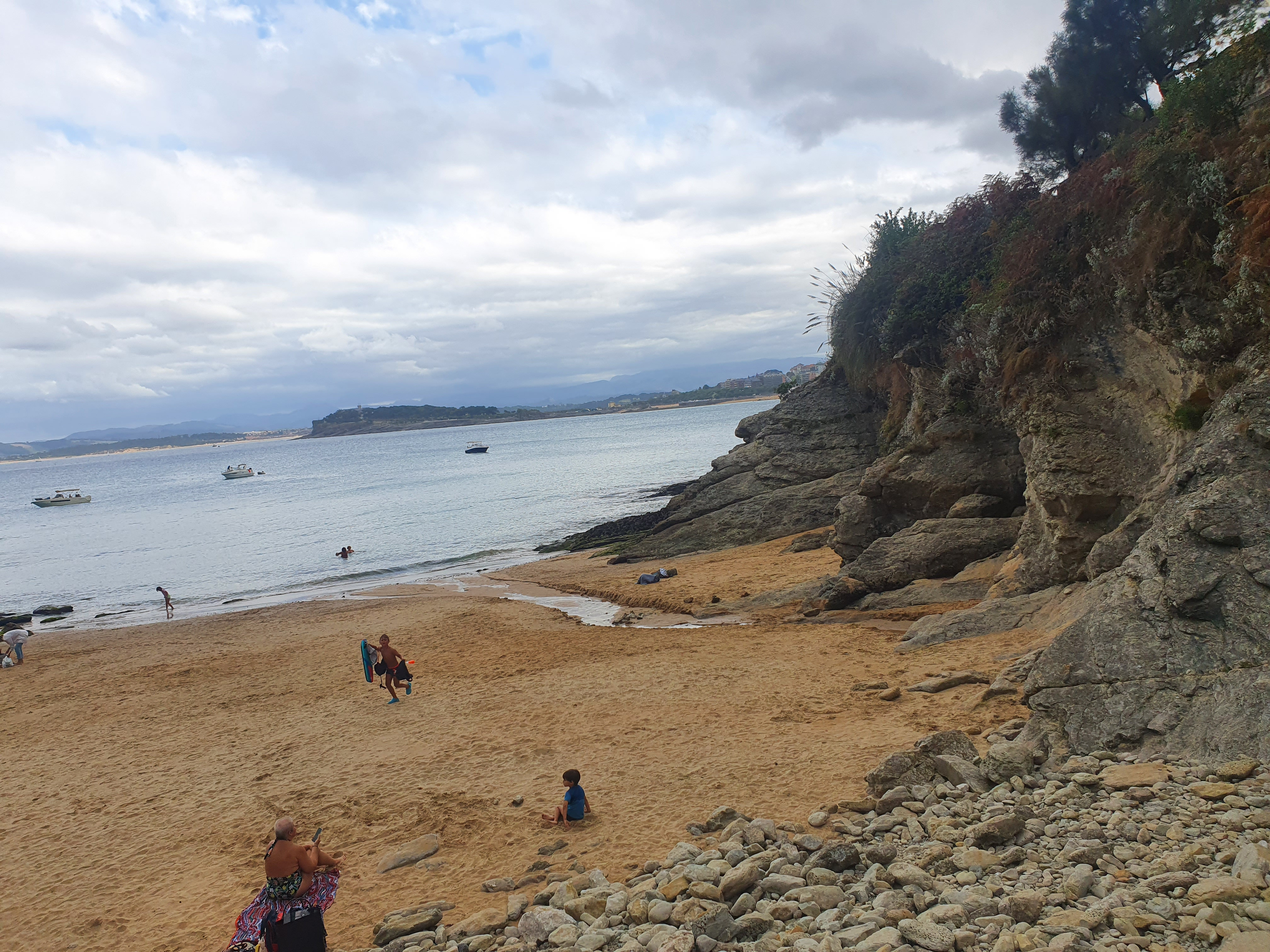
Невеликий міський пляж де Лос Молінукос, вигляд зі входа на пляж
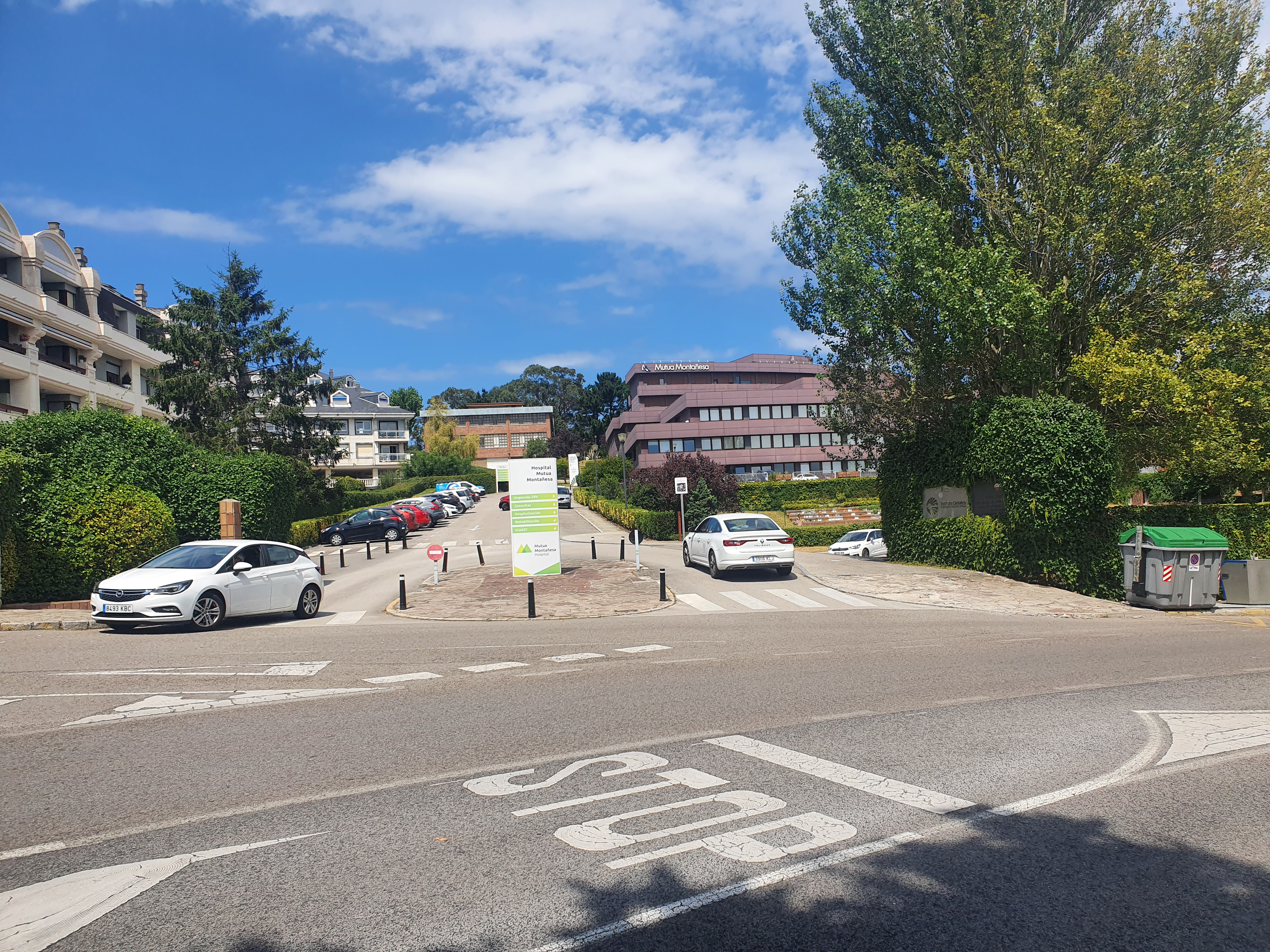
Госпіталь Рамон Негрете
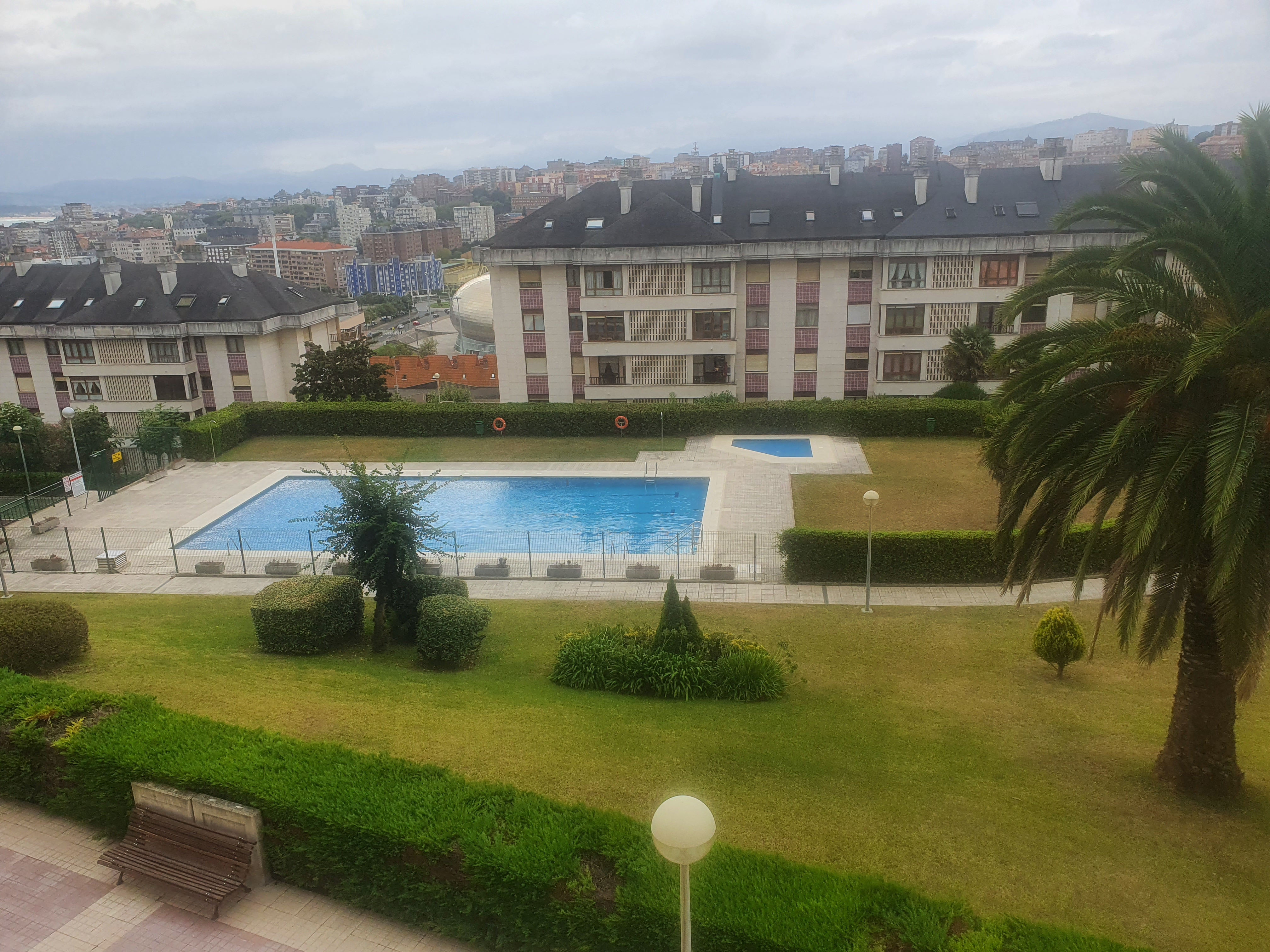
Басейн для плавання, який використовують жителі кількох будинків у районі Куето
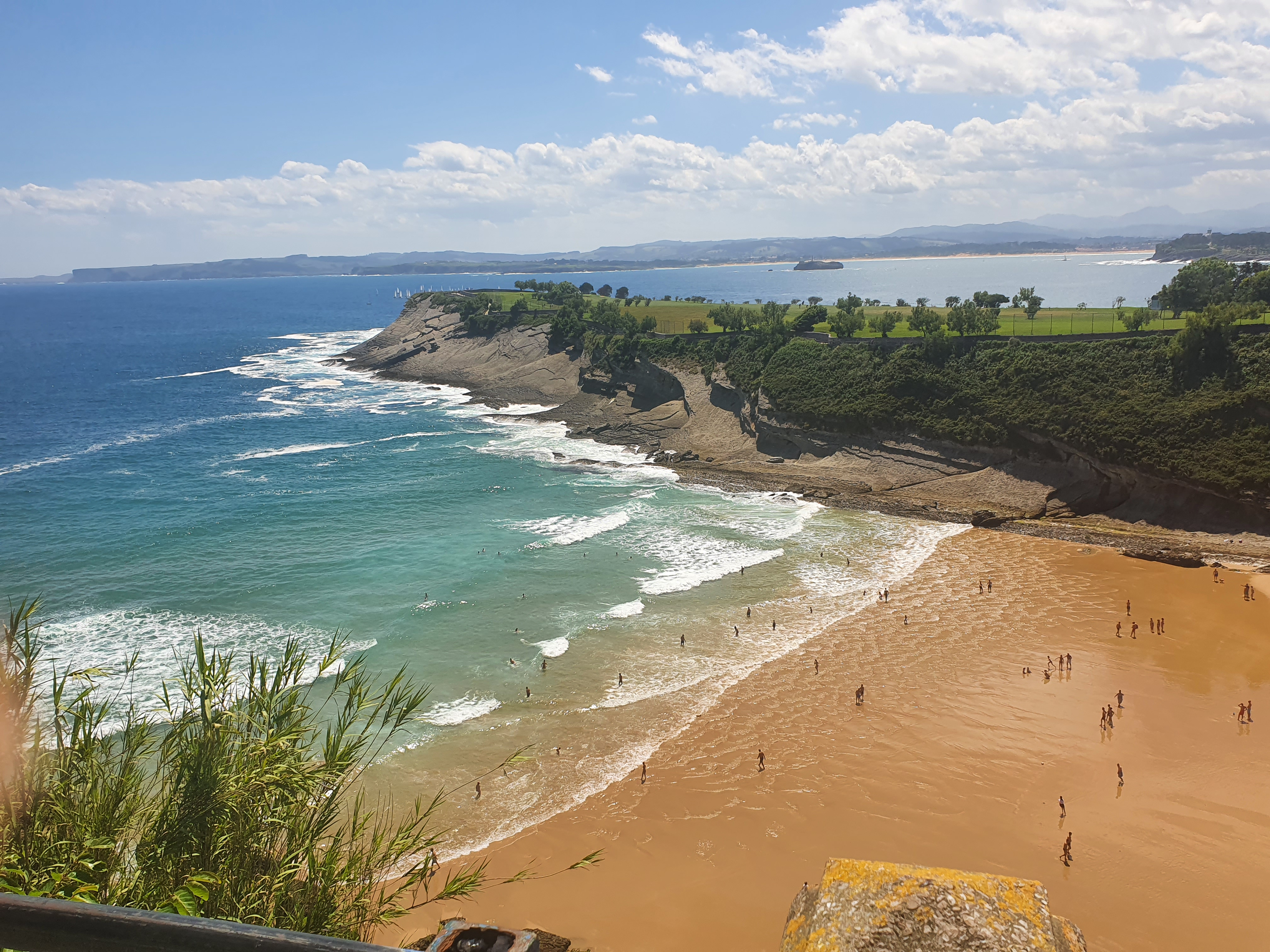
Пляж Маталеньяс
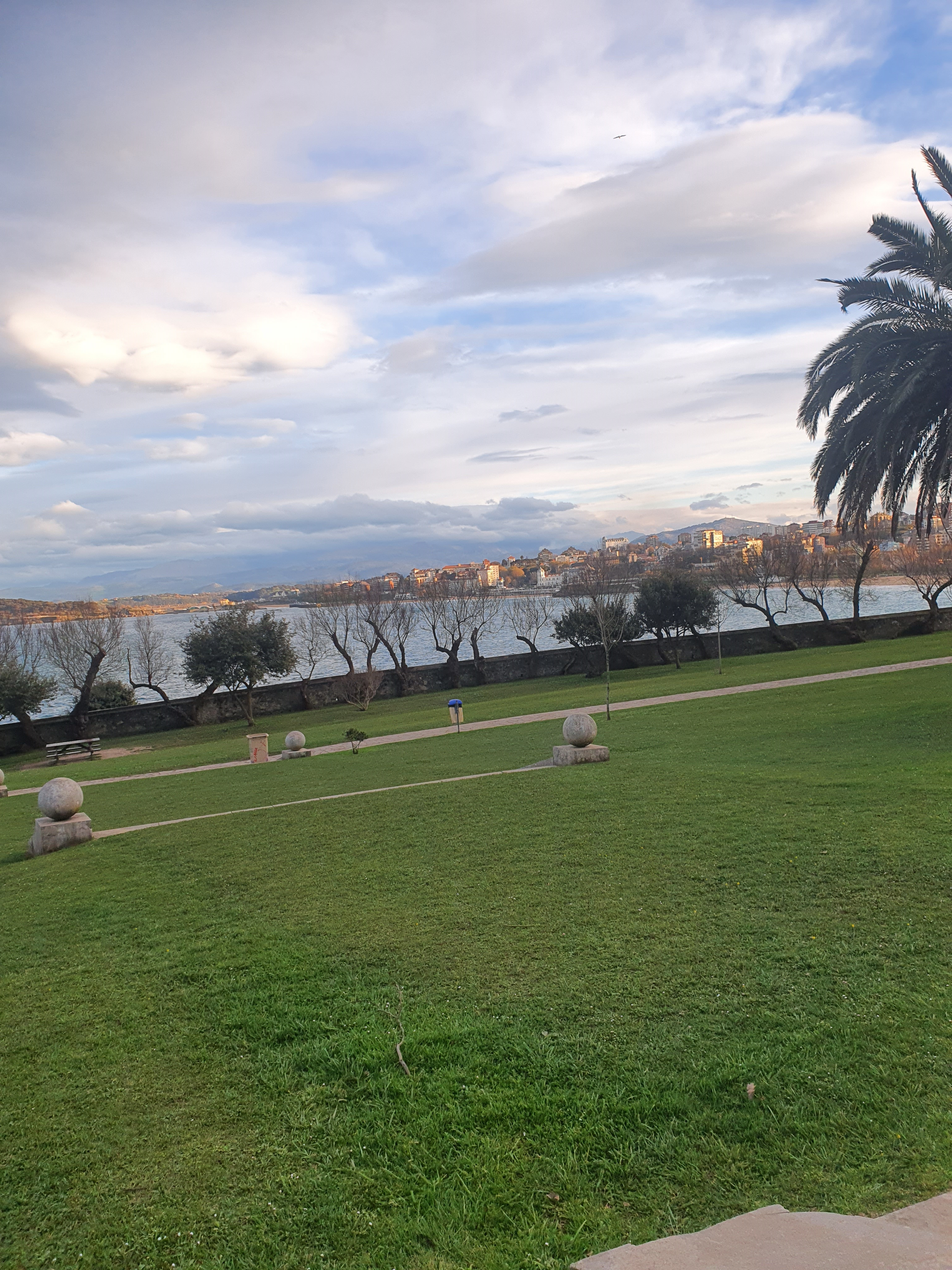
Парк Маталеньяс, видно пляжі Сардінеро Сантандера